# Ladogakanal

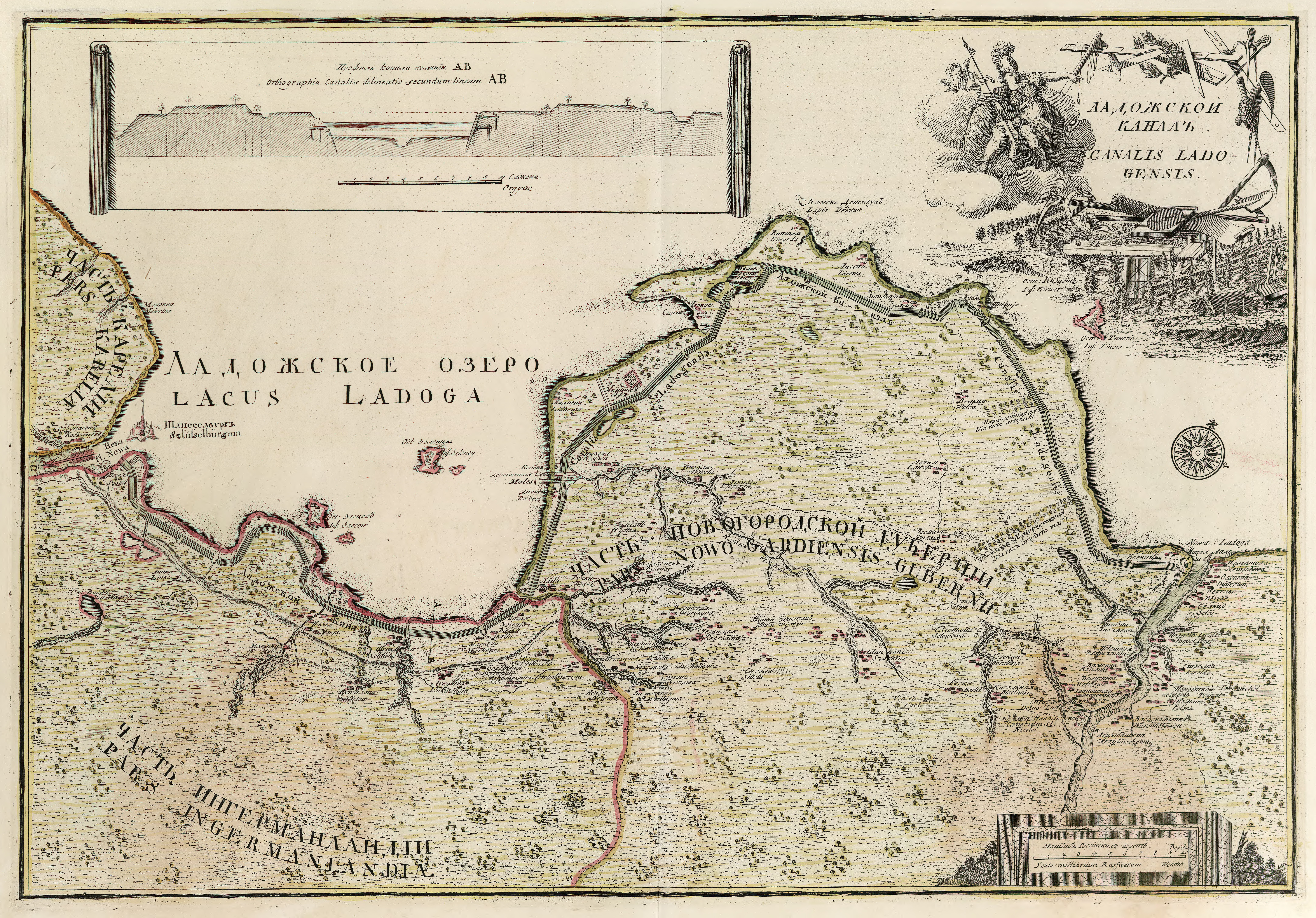
Karte des Alten Ladogakanals zwischen Newa und Wolchow, 1742

Ladogakanal (russisch  Ладожский канал) ist die Bezeichnung eines am Südufer des Ladogasees angelegten Schifffahrtskanals. Er ist Teil des Wolga-Ostsee-Kanalsystems, das seit 1709 erbaut wurde.

## Der Wasserweg
Das im Herbst oft stürmische Wetter auf dem Ladogasee sowie die tückischen Sand- und Geröllbänke in den Mündungsbereichen der Zuflüsse machten die Schifffahrt auf dem Ladogasee zu einem gefährlichen Unterfangen und verursachten häufig Verluste an Schiffen, Waren und auch Menschenleben. Die am südlichen Seeufer vorherrschende relativ geringe Wassertiefe von acht bis zehn Metern lässt dort charakteristische kurze, steile Wellen entstehen, die es oft selbst größeren Schiffen der damals dort üblichen flachgehenden Bauart unmöglich machten, von den Flüssen Newa und Swir in den See einzufahren.
Mit der Zunahme des Warenverkehrs aus den Kerngebieten des russischen Reiches zur neuen Hauptstadt Sankt Petersburg und in den Ostseeraum mehrten sich die Forderungen nach sichereren Wasserwegen. So beschäftigten sich Ingenieure mit der Planung des Aus- und Neubaus von Wasserstraßen.

## Alter Ladogakanal

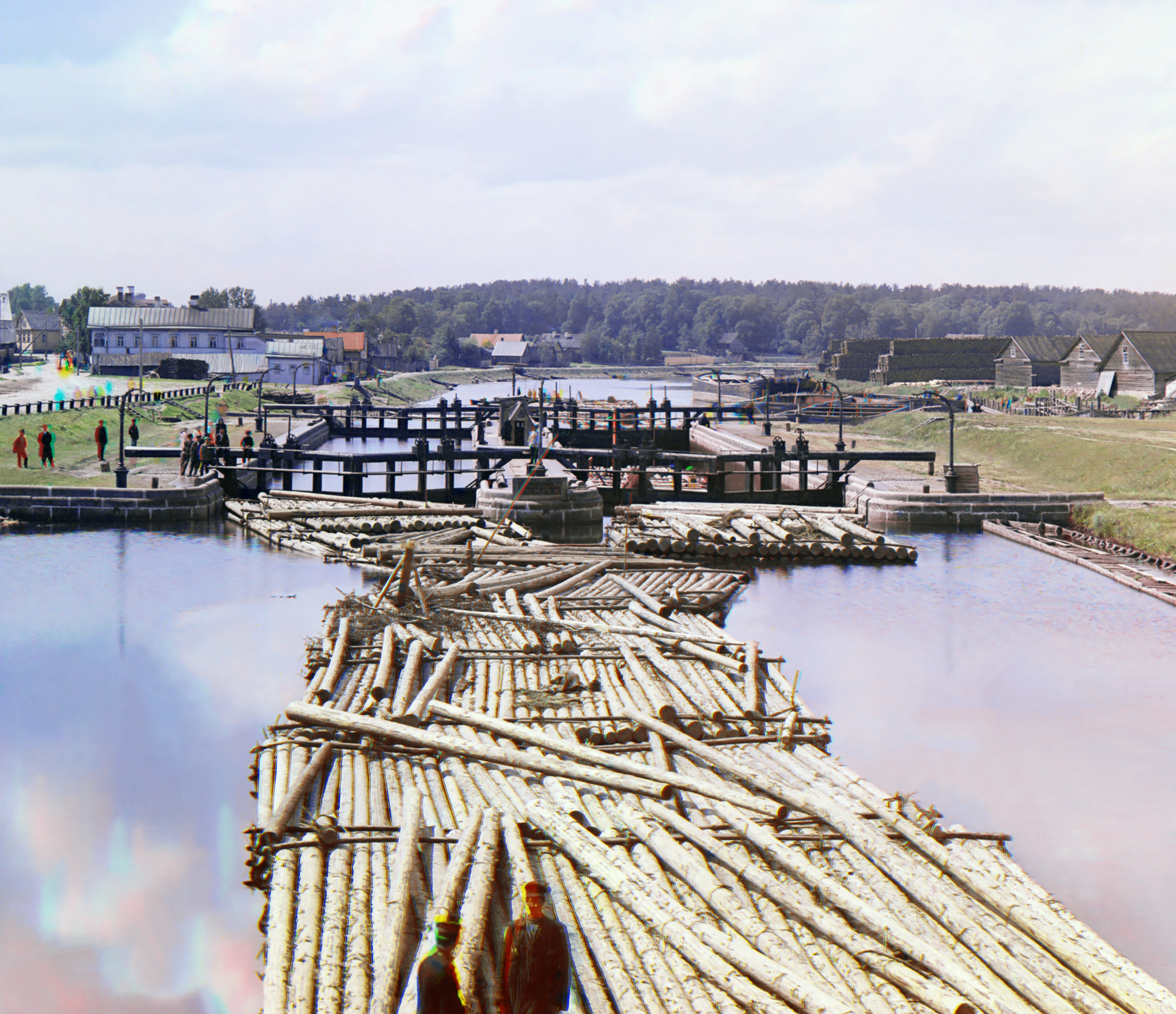
Flößerei auf dem alten Ladogakanal zu Anfang des 20. Jahrhunderts. Bild von Prokudin-Gorski

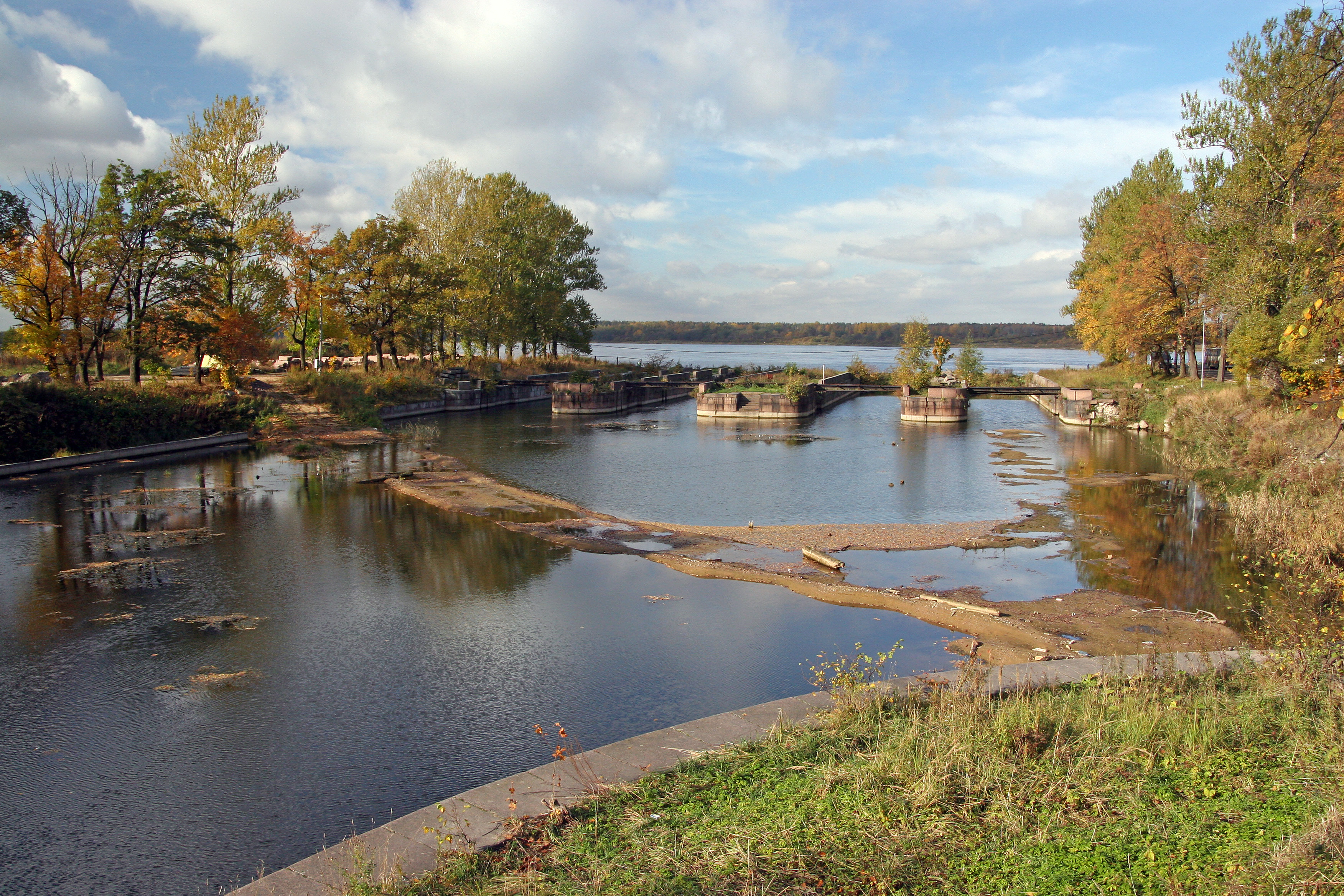
Vierkammerschleuse mit Sammelbecken aus dem Jahre 1736, Schlüsselburg, Alter Ladogakanal

Am 22. Mai des Jahres 1719 ließ Zar Peter I. bei Nowaja Ladoga den Bau eines Kanales beginnen, etwa vier Kilometer oberhalb der Einmündung des Flusses Wolchow in den Ladogasee.
Die Oberaufsicht über den Kanalbau oblag dem Generalgouverneur Sankt Petersburgs, Alexander Danilowitsch Menschikow; mit der Leitung der Arbeiten wurde der Generalmajor Grigori Skornjakow-Pisarew beauftragt. Die Arbeiten zogen sich nun über Jahre hin, ohne dass nennenswerte Fortschritte gemacht wurden. Nachdem Zweifel an der fachgerechten Leitung Pisarews geäußert wurden und der zuständige Sankt Petersburger Senat zum Ende des Jahres 1722 eine abschließende Beurteilung darüber ablehnte, entschied der Zar, die Überprüfung selbst vorzunehmen.

Als sich der Zar im Jahr 1723 persönlich von der stümperhaften Ausführung der bisher geleisteten Arbeiten überzeugt hatte, ließ er Skornjakow-Pisarew arrestieren und übertrug die Leitung der Kanalarbeiten dem als Generalleutnant in russischen Diensten stehenden oldenburgischen Ingenieur und Politiker Graf Burkhard Christoph von Münnich. Münnich hatte bis dahin mit der Planung neuer Festungsanlagen für den Kronstadter Hafen, mit der Schiffbarmachung der Newa und dem Bau einer Schleuse in diesem Fluss sein Können unter Beweis gestellt.
Von da an verliefen die Arbeiten zügig, allerdings war Münnich immer wieder mit Intrigen Menschikows konfrontiert. Mit dem Machtantritt der Zarin Katharina I. wurden durch den nunmehr an Einfluss erstarkten Menschikow Zahlungen zurückgehalten und Arbeitskräfte entgegen den Zusagen abgezogen. Für den Bau der Kanalanlagen wurden zeitweise 15.000 Soldaten und Freie herangezogen. Deren Sterblichkeit war außerordentlich hoch; die Toten wurden an Ort und Stelle im Damm beerdigt.
Bereits im Jahr 1728 begann die Schifffahrt auf dem Kanal. 1732, nun in der Regierungszeit der Zarin Anna I., konnte er auf der gesamten Länge von 110 Kilometern und mit 32 Schleusen dem Verkehr übergeben werden. Der Kanal verläuft über weite Strecken in unmittelbarer Nähe zum südlichen Ufer des Ladogasees. Er weist eine Breite von etwa 20 Metern auf und hatte ursprünglich eine Wassertiefe von mehr als zwei Metern. Auf seinem Weg quert er mehrere Flüsse und seenreiche Sumpflandschaften.
Um die Leistungsfähigkeit des Kanales zu verbessern, wurde im Jahre 1734 dessen Einmündung in die Newa umgestaltet. Im Jahre 1736 wurde eine Vierkammerschleuse aus Granit gebaut und ein zusätzlicher Durchstich zur Newa (Kleiner Newakanal, „Малоневский канал“) mit einer Zweikammerschleuse geschaffen.
Der Bau des 100 Werst (etwa 107 Kilometer) langen, stellenweise beidseitigen Treidelweges entlang dieses Kanales zog sich mit primitivsten Arbeitsmitteln beinahe 13 Jahre hin.
Ein weiterer Kanalabschnitt (Alter Sjaskanal „Старосясьский канал“) zwischen den Flüssen Wolchow und Sjas wurde in den Jahren 1766 bis 1802 geschaffen. Von 1802 bis 1810 wurde dann die Ladogaumgehung mit der Schaffung eines dritten Kanalabschnittes (des Alten Swirkanales „Старосвирский канал“) von der Mündung des Sjas bis zur Mündung des Flusses Swir vollendet.

## Neuer Ladogakanal

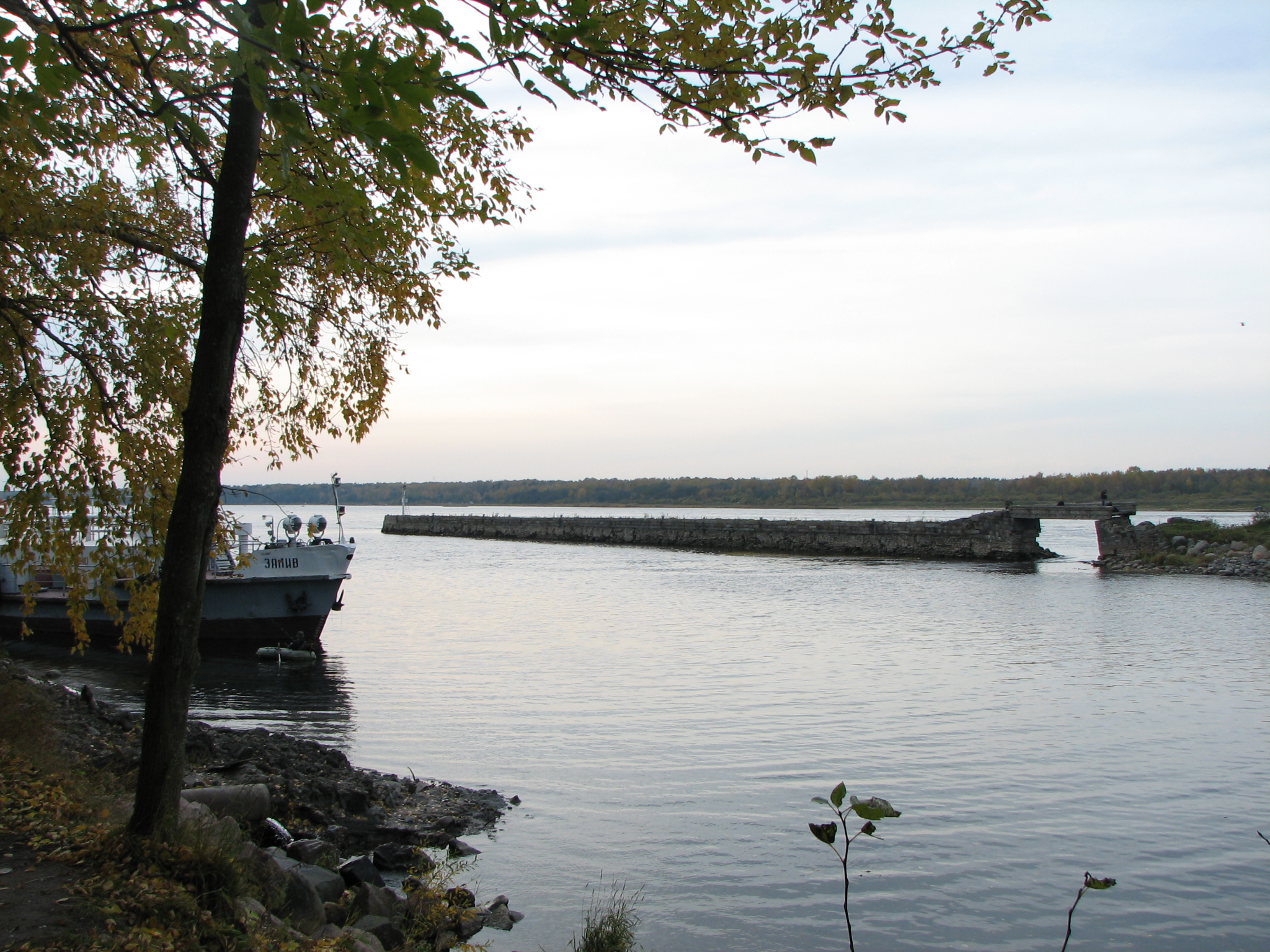
Mündung des neuen Ladogakanals

Spätestens als um das Jahr 1842 auf dem Ladogasee die ersten Dampfschiffe verkehrten, wurde der alte Kanal zu eng und auch zu seicht. So wurde er immer wieder erweitert.
Von 1866 bis 1883 wurde ein neuer, breiterer Kanal angelegt. Er verläuft nördlich des alten Kanales und folgt, teilweise in unmittelbarer Nähe, dem Seeufer. An einigen Abschnitten trennt ihn lediglich ein Damm vom See. Der neue Kanal bot der Schifffahrt nun auch den Vorteil der schnelleren Durchfahrt, da er ohne Schleusen ausgeführt wurde.
Als diese Neuer Ladogakanal genannte Wasserstraße vom Wolchow bis zum Swir fertiggestellt war, bot die gesamte Südküste des Ladogasees einen sicheren Schifffahrtsweg.
Er war Teil des Mariinski-Kanales – einem Vorläufer des heutigen Wolga-Ostsee-Kanales.

## Neuzeit
Im Jahre 1953 wurde in der damals in Petrokrepost umbenannten Stadt Schlüsselburg vor der Anlegestelle der Newafähre an der alten Kanalschleuse ein Denkmal Peters I. als Geschenk der Stadt Leningrad anlässlich deren 250. Jahrestag aufgestellt.
Der Neue Ladogakanal ist bis in die heutige Zeit (2010) in Betrieb, während der alte Kanal mehr und mehr verfällt. Ganze Abschnitte des Kanalgrabens sind zugeschüttet, vermüllt oder dienen anliegenden Betrieben als Klärbecken. Zwar bestehen Pläne zur Erhaltung und Erneuerung der alten Kanal- und Schleusenanlagen, jedoch leidet deren Ausführung unter einer unbeständigen Finanzierung.